# 王金選
王金選（1964年—），台灣台中市人，台灣兒童绘本畫家、插畫家、兒童文學家、兒歌作家。
曾任台北市教育局幼兒園河洛語教材編輯委員、新聞局全國漫畫比賽評審等職務。代表作為《紅龜粿》、《指甲花》等。

## 生平
王金選小時候住在台中新社「頭嵙山」，家中務農。從小就愛畫畫，高中就讀大甲高中美術實驗班。高中畢業後到鐵工廠當工人，後來轉到加工區當作業員直到當兵。
王金選當兵退伍後，北上到補習班當小弟，也曾做過雜誌社工人。他始終熱愛畫畫，最後成為童書作家與漫畫家。

## 經歷
- 曾經與葉麗娜、林天成、劉宗銘在萬華社區大學共同教授基礎漫畫實務班課程[5]。
- 曾經與黃淑華在國立台灣師範大學教育推廣學院共同教授繪本創作密集班[6]。
- 2016年5月20日~7月20日，王金選與其國立空中大學繪本社社團的學生們在蘆洲故事館舉辦名為《尋找公主》的聯展。
- 2018年臺中市政府文化局邀請方梓、方耀乾、王金選、平路、石德華、向陽、宇文正、吳晟、李如青、李勤岸、曹俊彥、陳幸蕙、陳憲仁、陳雨航、曾貴海、楊翠、楊錦郁、劉克襄、蔡素芬、蕭蕭、鍾永豐、鍾怡雯等國內作家、詩人組成本屆評審團[7]。
- 現為蘆荻社區大學講師[8]。
- 2023彰化夏日繽紛好讀節邀請王金選兒童文學作家開講[9]。
- 2024年國立臺南大學第十八屆松濤文藝獎，兒童文學類童謠組由張清榮主持，廖炳焜、王金選擔任評審[10]。

## 作品[11]

### 兒童繪本
- 《烏龜飛上天》 （ISBN 9789575584061）企鵝圖書
- 《禮物》
- 《滅龍行動》
- 《種蘿蔔》
- 《玩什麼》
- 《小灰吃玉米》
- 《小時候大時候》
- 《彩虹的歌》
- 《草地女孩》
- 《砍彩虹》
- 《客家．童年．老故事》，2015年1月台南市政府出版的第一本客家兒童繪本，由王金選負責繪圖「客家、童年、老故事」畫插圖[12]。
- 《阿英的冬至》，蔡淑媖作者，王金選繪，臺北市：小文房，2019年12月，ISBN 9789578602793。

### 兒童文學
- 《紅龜粿》（ISBN 9789576425509）信誼基金會
- 《指甲花》（ISBN 9789576425370）信誼基金會
- 《拉拉山神木》 （ISBN 9789860288872）桃園縣政府文化局
- 《台語囝仔歌》：菜瓜花菜火金姑 （ISBN 9789866051487）使徒出版社，林武憲和王金選作，鄭明進繪
- 《雞母和雞仔子》（ISBN 9786694271667）親親文化

## 得獎
- 信誼基金會幼兒文學獎推薦獎
- 洪建全兒童文學創作優選獎
- 新聞局優良圖書推薦獎
- 聯合報最佳兒歌獎

## 相關
- 2012年3月，接受人間衛視「知道」節目專訪[13]。

- 2017年1月，淡江大學碩士生楊道揆訪問王金選和方素珍、李如青、胡其瑞、林秀穗、廖健宏、陳素燕、黃麟傑、蔡秀敏等一共九位現任臺灣繪本作家，寫成畢業論文。[14]。

- 2017年12月，台中市立圖書館邀請王金選到石岡分館分享囝仔歌[15]。
- 中華漫畫家協會第九屆理事[16]

## 外部連結
- 台灣博碩士論文知識加值系統-王金選閩南語兒歌研究 （页面存档备份，存于）